# 聖地牙哥德考區
聖地牙哥德考區（西班牙語：Distrito de Santiago de Cao），是秘魯的一個區，位於該國西北部拉利伯塔德大區的阿斯科佩省，始建於1944年11月14日，面積128.72平方公里，海拔高度8米，2005年人口20,059，人口密度每平方公里160人。